# Philip Ajouri
Philip Ajouri (* 1974) ist ein deutscher Buchwissenschaftler.

## Leben
Von 1996 bis 2001 studierte er neuere deutsche Literaturwissenschaft, Philosophie und Kunstgeschichte in Freiburg im Breisgau und München (2002 Magister Artium an der LMU München). Nach der Promotion (2002–2005) bei Karl Eibl war er von 2005 bis 2007 wissenschaftlicher Angestellter am Institut für Deutsche Philologie der LMU München. 2007 war er wissenschaftlicher Mitarbeiter des DLA Marbach zur Erstellung der Schiller-Ausstellungen 2009. Von 2008 bis 2014 war er akademischer Mitarbeiter an der Universität Stuttgart, Abteilung für NdL I. Nach der Habilitation 2016 und Erteilung der venia legendi im Fach Neuere deutsche Literatur ist er seit 2019 Universitätsprofessor (W2) für Buchwissenschaft an der Universität Mainz.
Seine Forschungsschwerpunkte sind Werkausgaben und Werksammlungen (18.–20. Jh.), serielle Medien (Zeitschriften, Buchreihen), Verlagsarchive und Paratexte.
Er war Redaktionsmitglied und Mitherausgeber einiger Ausgaben der Zeitschrift für Ideengeschichte.

## Schriften (Auswahl)
- Erzählen nach Darwin. Die Krise der Teleologie im literarischen Realismus: Friedrich Theodor Vischer und Gottfried Keller. Berlin 2007, ISBN 3-11-019143-1.
- Literatur um 1900. Naturalismus, Fin de Siècle, Expressionismus. Berlin 2009, ISBN 978-3-05-004536-8.
- mit Katja Mellmann und Christoph Rauen (Hrsg.): Empirie in der Literaturwissenschaft. Münster 2013, ISBN 978-3-89785-458-1.
- mit Benjamin Specht (Hrsg.): Empirisierung des Transzendentalen. Erkenntnisbedingungen in Wissenschaft und Kunst 1850–1920. Göttingen 2019, ISBN 3-8353-3384-4.